# Шеффер Тамара Василівна
Тама́ра Васи́лівна Ше́ффер (1909, Полтава — 1992) — український музикознавець. Кандидат мистецтвознавства (1949). Член Спілки композиторів України.

## Життєпис
1935 року закінчила Київську консерваторію, 1938 року — аспірантуру.
У 1938—1941 та 1944—1959 роках працювала завідувачем музичного відділу Державної публічної бібліотеки АН УРСР. У 1945—1958 роках за сумісництвом працювала викладачем історії російської музики Київської консерваторії.
У 1959—1970 роках була науковим співробітником, старшим науковим співробітником Інституту мистецтвознавства, фольклору та етнографії АН УРСР. Від 1970 року перебувала на творчій роботі.

## Праці
Співавтор книг «Музыкальная культура Украинской ССР» (1957), «Музыкальная культура Украины» (1961), автор монографії «Л. М. Ревуцький. Нарис про життя і творчість» (1958) і співавтор «Нарисів з історії української музики» (1-2, 1964).